# Inuvik Satellite Station
Koordinaten: 68° 19′ 3″ N, 133° 32′ 2″ W

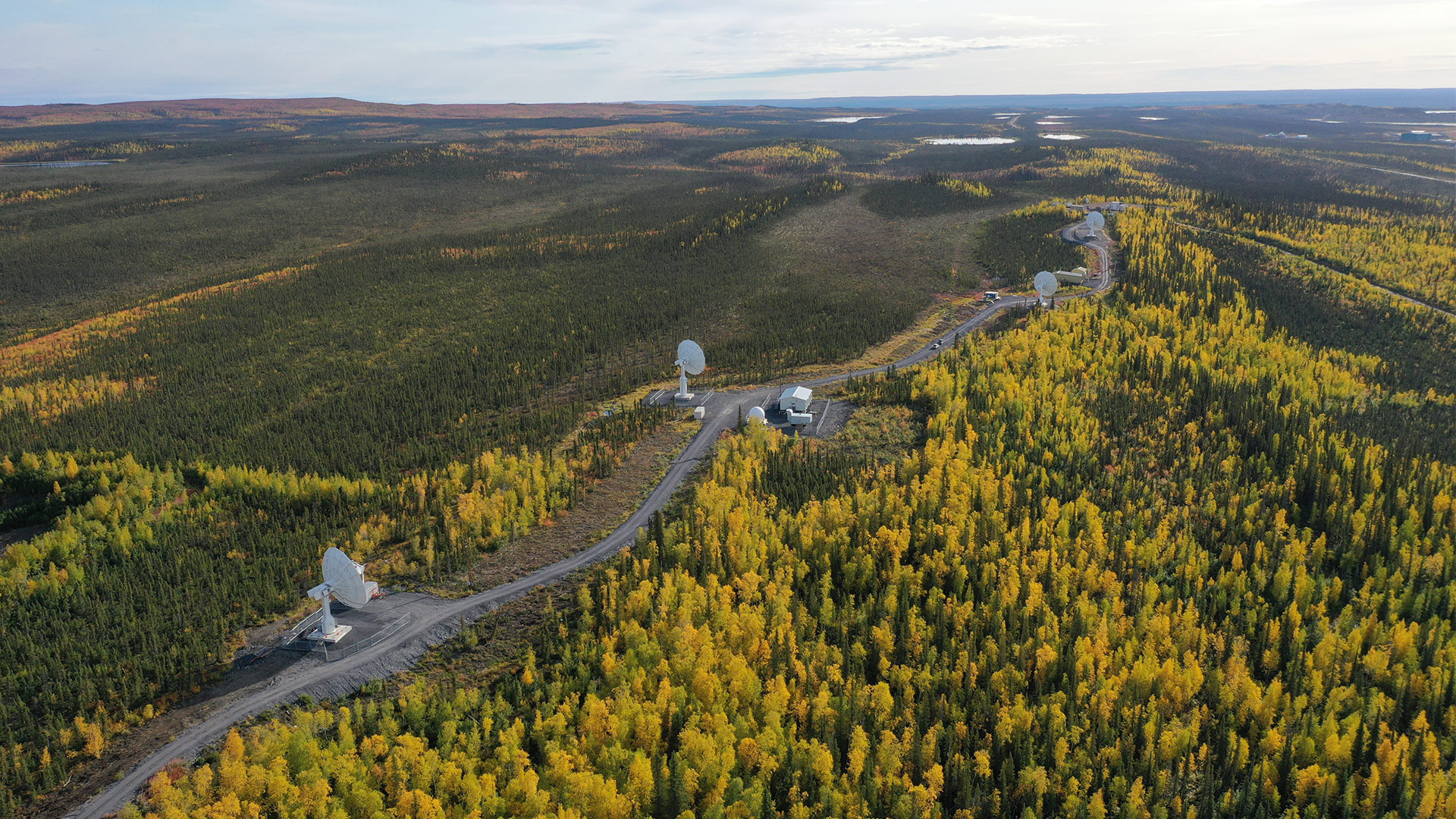
Empfangsstation

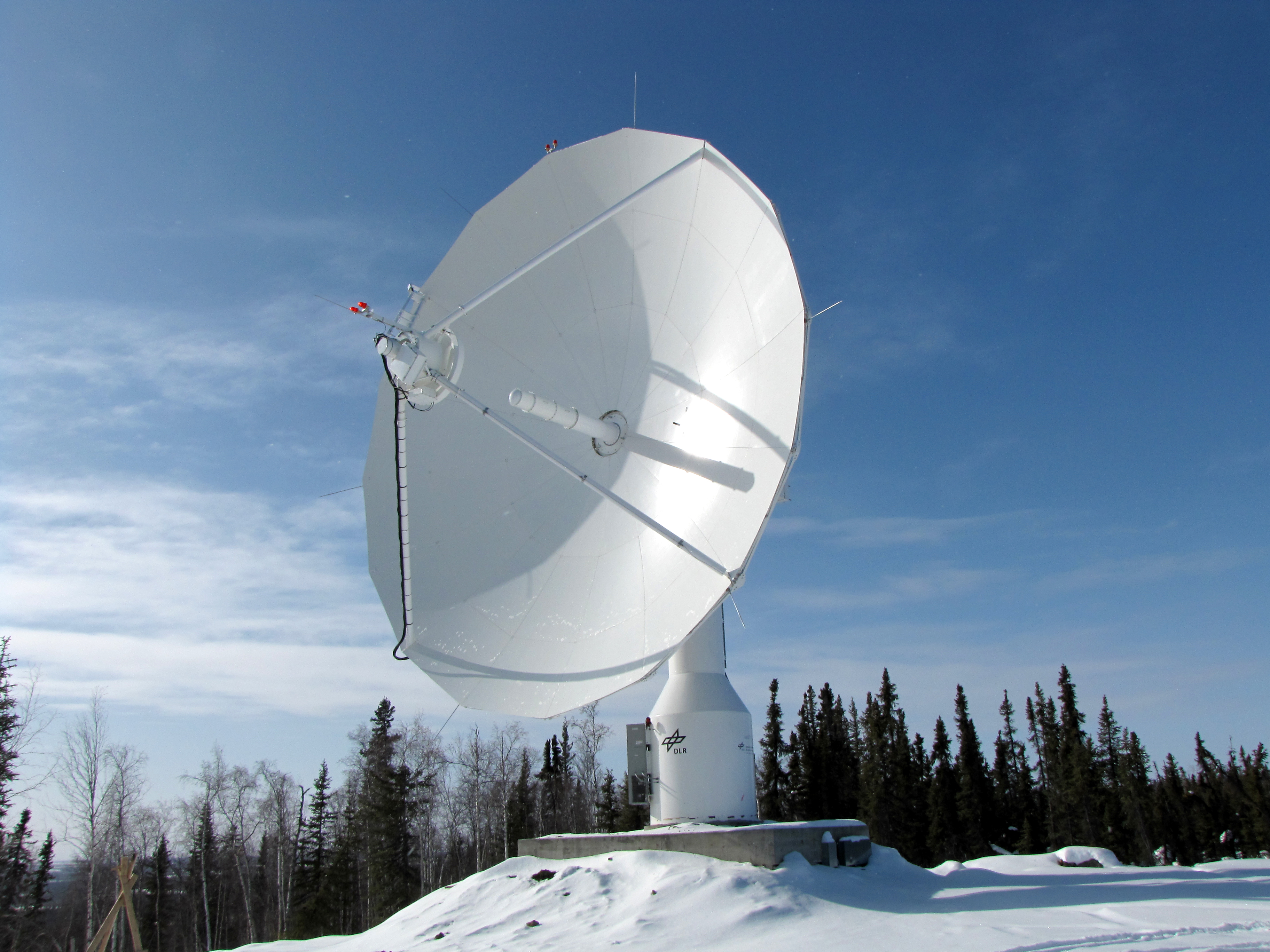
DLR 13-Meter-Antenne, Empfangsstation im März 2011

Die Inuvik Empfangsstation ist eine Satellitenempfangstation in Inuvik (Kanada), die im Februar 2010 ihren Betrieb aufnahm. Sie dient unter anderem für den Empfang des Satelliten TanDEM-X. Die Empfangsstation ist ein Gemeinschaftsprojekt des Deutschen Zentrums für Luft- und Raumfahrt (DLR), der kanadischen Raumfahrtagentur (CSA), dem kanadischen Zentrum für Erdbeobachtung (CCRS) und der Swedish Space Corporation (SSC). Genutzt wird die Station vor allem von Satelliten mit polaren Umlaufbahnen.

## Standort
Inuvik ist eine Stadt im Nordwesten Kanadas jenseits des nördlichen Polarkreises mit derzeit ca. 3000 Einwohnern. Die Stadt ist ganzjährig per Straße erreichbar und gehört zu den Nordwest-Territorien. Nur wenig entfernt befindet sich der Flughafen Inuvik Mike Zubko, der auch Frachtdienste anbietet.

## Projekt
Die Bodenstation wird vom DLR betrieben und soll insbesondere zum Datenempfang für die deutsche Satellitenmission TanDEM-X genutzt werden. Die Bodenstation in Inuvik vervollständigt somit das DLR-Netz. Weitere Stationen befinden sich auf der antarktischen Forschungsstation GARS-O’Higgins sowie in Kiruna, Schweden. Die Anlage verfügt über eine Antenne mit 13 Metern Durchmesser. Neben den Partnerländern Deutschland und Kanada können auch andere Wissenschaftler und Länder auf die Daten zugreifen und sie auswerten. Ein wichtiges Ziel des Projekts ist die Entwicklung von neuen Technologien für die Erdbeobachtung. Im Rahmen dieses Projektes rechnet man mit einer täglichen Datenmenge von bis zu 350 Gigabyte, die von den Speichern der hochauflösenden Satelliten TerraSAR-X und TanDEM-X zur Station übertragen wird. Zum Empfang dieses großen Datenvolumens ist ein täglich mehrfacher Sichtkontakt zum Satelliten sowie eine Verbindungsdauer von zweieinhalb Stunden notwendig.

## Ausbau und Wartung
Den Ausbau und die Wartung übernimmt das kanadische Unternehmen PrioraNet (PNC). Das Unternehmen entstand durch ein Joint Venture zwischen dem kanadischen Unternehmen Iunctus Geomatics und dem schwedischen staatseigenen Konzern Swedish Space Cooperation (SSC). Gegenwärtig wird eine weitere baugleiche Empfangsstation von PNC errichtet, die vor allem Erdbeobachtungsmissionen der französischen Raumfahrtagentur CNES bedienen soll. Die kanadische Regierung betreibt bereits auf dem Gelände eine meteorologische Messstation. Das DLR plant, die erfolgreiche Kooperation auszubauen und in Inuvik ein Bodenstationszentrum mit internationaler Beteiligung aufzubauen.

## Stand 2018
Die 13 Meter durchmessende Satellitenantenne wurde mit Mitteln der Helmholtz-Gemeinschaft zur Steuerung des Satelliten errichtet. Mit dieser Mission wurde bis 2016 ein Bodenprofil der Erde erstellt, das bis auf einen Meter genau ist. In Zukunft sollen die Daten von und zur Antenne mit einer unterirdischen Glasfaser-Leitung durch den ganzen Norden Kanadas übermittelt werden, was die Qualität der Übertragung deutlich verbessern wird. Ein östlicher Glasfaser-Zweig ist bis Inuvik komplett in Betrieb, von der Provinz Alberta her kommend. Eine westliche Leitung, von British Columbia her, ist Ende 2018, ebenfalls im Permafrost-Boden liegend, nur bis Ferry Hill in Betrieb, ein weiterer nördlicher Abschnitt wird derzeit durch störanfälligen Richtfunk bedient. Die bis Inuvik fehlende Glasfaser-Strecke wird ausgebaut zu einem ringförmigen Netzwerk von hoher Stabilität, dem "Canada North Fibre Loop".
Der Betreiber der gesamten Anlage namens Inuvik Satellite Station Facility ISSF gehört der kanadischen Bundesregierung. Unter seiner Aufsicht stehen vier Satellitenschüsseln. Die Betreiber sind:
1. Centre national d’études spatiales, zusammen mit der Swedish Space Corporation, SSC
2. DLR (Bundesrepublik Deutschland)
3. Natural Resources Canada
4. SSC[3]